# Karol Serini
Karol Artur Serini (ur. 21 marca 1875 w Tomaszowie Rawskim (Mazowieckim); zm. 21 października 1931 w Warszawie) – duchowny Kościoła Ewangelicko-Augsburskiego, profesor na Wydziale Teologii Ewangelickiej Uniwersytetu Warszawskiego i wolnomularz. Autor prac poświęconych masonerii.

## Życiorys
Pochodził ze znanej tomaszowskiej rodziny Serinich (Serenich), która wywodziła się z Prus Wschodnich, ale wyznawała religię katolicką. Przodkowie osiedli w Tomaszowie Mazowieckim w pierwszych latach istnienia osady hutniczo-sukienniczej (1823–1830). Przodkowie wykonywali pracę postrzygacza. Karol Artur został wychowany w atmosferze patriotycznej. Dziadek Karol Serini (Sereni), sędziwy już wiekiem, był oddany pod dozór policyjny za publiczne śpiewanie pieśni rewolucyjnych. Ojciec Karol Serini (Sereni), z zawodu postrzygacz, uczestniczył w powstaniu styczniowym i został rozkazem Audytoriatu Polowego zesłany na Sybir za udział w buncie. Matką Karola Artura była Zuzanna Karolina Serini z domu Gudel (ur. 19 maja 1847 r. w Tomaszowie), która pochodziła z grona tomaszowskich ewangelików. Prawdopodobnie za jej sprawą Karol Artur (wcześnie osierocony przez ojca) stał się ewangelikiem i podjął studia teologiczne.
Z Wandą z Kłossowskich, adoptowaną córką Franciszka Haessnera, lekarza w Zgierzu, miał córkę Małgorzatę Serini-Bulską.

### Duchowny
Karol Artur Serini w 1898 roku ukończył studia teologiczne na Uniwersytecie w Dorpacie. W Warszawie, w maju 1899 roku, został ordynowany na duchownego przez ks. bp. Juliusza Burschego. Do 1919 roku zajmował się pracą parafialną. Rozpoczął ją jako wikariusz w Pabianicach, następnie prowadził działalność duszpasterską w parafii św. Trójcy w Łodzi, a w latach 1901–1905 pełnił funkcję proboszcza parafii w Stawiszynie.
29 maja 1905 roku został wybrany na stanowisko proboszcza parafii w Zgierzu, jako następca ks. Ernesta Burschego. Urzędowanie rozpoczął 30 lipca. Duszpasterzem zgierskich ewangelików był przez 15 lat. W tym okresie m.in. założył męski chór Concordia oraz liczne grupy parafialne dla różnych grup wiekowych.
W okresie pierwszej wojny światowej zaczęto utrudniać mu pracę, gdyż deklarował się Polakiem. W 1920 roku złożył rezygnację ze stanowiska proboszcza i opuścił Zgierz. Tego samego roku wyjechał do Bazylei na roczne stypendium i uzyskał tytuł licencjata. W kwietniu 1922 roku na prośbę bp. Burschego objął kierownictwo Katedry Teologii Systematycznej na Wydziale Teologii Ewangelickiej Uniwersytetu Warszawskiego.

### Wolnomularz
Przed rokiem 1929 Karol Serini, jako jedyny znany duchowny, został inicjowany do warszawskiej loży wolnomularskiej "Wolność Przywrócona". Był autorem prac, będących próbą analizy wolnomularstwa od strony zarówno historycznej, jak i teoretycznej. Praca pt. "Masoneria", omawiająca pochodzenie i rozwój wolnomularstwa, została pierwotnie opublikowana w 1929 roku, w numerach 4,5 i 6 pisma "Jednota", wydawanego przez Kościół Ewangelicko-Reformowany w RP. W 1934 roku tekst został włączony do pośmiertnie wydanego dzieła "Życie, nauka, religia", będącego zbiorem artykułów Seriniego.
Druga, niedokończona praca pt. Symbol w wolnomularstwie, wygłoszona pierwotnie jako lożowa "deska", stanowi przekaz o charakterze filozoficznym, tłumaczący pojmowanie rzeczywistości przez "sztukę królewską" za pomocą języka symboli i alegorii, oraz uzasadniający pokrótce potrzebę działania polskiej masonerii już w XVIII wieku. Tekst został wydany w 1933 roku przez - jak podaje sama książka - "Grono przyjaciół i uczniów [...] dla uczczenia pamięci Jego". Obie prace publikowane były w 1992 roku w pierwszym numerze czasopisma historycznego "Ars Regia". Symbol w wolnomularstwie został wznowiony w 2014 w "Bibliotece tradycji europejskiej" tom 56 ISBN 978-83-7950-386-5 (ss. 53).